# Рудбаран
Рудбаран (перс. رودباران) — село в Ірані, у дегестані Аманабад, в Центральному бахші, шахрестані Ерак остану Марказі. За даними перепису 2006 року, його населення становило 163 особи, що проживали у складі 58 сімей.

## Клімат
Середня річна температура становить 12,98°C, середня максимальна – 31,19°C, а середня мінімальна – -9,62°C. Середня річна кількість опадів – 235 мм.
| Клімат поселення                              | Клімат поселення | Клімат поселення | Клімат поселення | Клімат поселення | Клімат поселення | Клімат поселення | Клімат поселення | Клімат поселення | Клімат поселення | Клімат поселення | Клімат поселення | Клімат поселення | Клімат поселення |
| Показник                                      | Січ.             | Лют.             | Бер.             | Квіт.            | Трав.            | Черв.            | Лип.             | Серп.            | Вер.             | Жовт.            | Лист.            | Груд.            |                  |
| Середній максимум, °C                         | 9,14             | 11,07            | 16,42            | 21,78            | 26,44            | 30,42            | 31,19            | 30,32            | 26,52            | 20,93            | 14,45            | 8,42             |                  |
| Середня температура, °C                       | −0,24            | 1,71             | 7,04             | 12,40            | 17,06            | 21,05            | 25,33            | 24,48            | 20,67            | 15,09            | 8,61             | 2,57             |                  |
| Середній мінімум, °C                          | −9,62            | −7,66            | −2,33            | 3,03             | 7,68             | 11,66            | 19,48            | 18,62            | 14,81            | 9,24             | 2,76             | −3,27            |                  |
| Норма опадів, мм                              | 36               | 36               | 43               | 29               | 21               | 2                | 1                | 1                | 0                | 9                | 24               | 33               |                  |
| Середньомісячна швидкість вітру, м/с          | 1.34             | 2.02             | 2.54             | 2.79             | 2.70             | 2.50             | 2.65             | 2.29             | 2.24             | 2.20             | 1.91             | 1.41             |                  |
| Середньомісячна сонячна радіація, кДж/м²·день | 9586             | 12977            | 15375            | 18652            | 22504            | 26882            | 25964            | 24320            | 21318            | 15911            | 11237            | 9387             |                  |
| --------------------------------------------- | ---------------- | ---------------- | ---------------- | ---------------- | ---------------- | ---------------- | ---------------- | ---------------- | ---------------- | ---------------- | ---------------- | ---------------- | ---------------- |
| Джерело:                                      |                  |                  |                  |                  |                  |                  |                  |                  |                  |                  |                  |                  |                  |